# Roberto Saad
Roberto Saad (San Miguel de Tucumán, 3 giugno 1961) è un ex tennista argentino.

## Carriera
In carriera ha vinto 2 titoli di doppio. Nei tornei del Grande Slam ha ottenuto il suo miglior risultato raggiungendo le semifinali di doppio agli Australian Open nel 1988, in coppia con il britannico Andrew Castle.
In Coppa Davis ha disputato una sola partita, ottenendo nell'occasione una vittoria.

## Statistiche

### Doppio

#### Vittorie (2)
| Numero | Anno           | Torneo                   | Superficie  | Compagno      | Avversari in finale       | Punteggio     |
| 1.     | 24 aprile 1988 | Seoul Open, Seul         | Cemento     | Andrew Castle | Gary Donnelly Jim Grabb   | 6-7, 6-4, 7-6 |
| 2.     | 9 agosto 1993  | Austrian Open, Kitzbühel | Terra rossa | Juan Garat    | Marius Barnard Tom Mercer | 6-4, 3-6, 6-3 |

### Doppio

#### Finali perse (2)
| Numero | Anno             | Torneo                                                      | Superficie  | Compagno        | Avversari in finale          | Punteggio     |
| 1.     | 29 dicembre 1985 | Melbourne Outdoor, Melbourne                                | Erba        | Brett Dickinson | Darren Cahill Peter Carter   | 6-7, 1-6      |
| 2.     | 15 agosto 1993   | Internazionali di Tennis di San Marino, Città di San Marino | Terra rossa | Juan Garat      | Daniel Orsanic Olli Rahnasto | 4-6, 6-1, 3-6 |